# Więzowno
Więzowno – (niem. Wiensowno, 1942–1945 Wensau) wieś w Polsce położona w województwie kujawsko-pomorskim, w powiecie bydgoskim, w gminie Koronowo.

## Położenie
Miejscowość położona jest 4,5 km na zachód od Koronowa.

## Podział administracyjny
W latach 1975–1998 miejscowość administracyjnie należała do województwa bydgoskiego.

## Demografia
Według danych Urzędu Gminy Koronowo (XII 2015 r.) miejscowość liczyła 322 mieszkańców.